# Légdeszka
A légdeszka egy szabadidős- és sporteszköz. Gördeszkaszerű alaplapból áll, melyre egy vagy két lábbal rá lehet állni, valamint a lap alján elhelyezkedő meghajtószerkezetből, amely légpárnát, mágneses erőteret létrehozva vagy más módon, azt eredményezi, hogy az alaplap elemelkedjen a földtől, lebegjen, valamint előre haladjon a levegőben. A gördeszka továbbfejlesztett változata.

## Története
A 2000-es években kezdték el fejleszteni a légdeszkát, végül 2015-ben kezdték el árulni. A deszka alja réz, így ha egy fémfelülettel kerül kapcsolatba, akkor mágneses teret generál, és lebegni kezd. Maximális teherbírása 136 kilogramm.

## Kultúra

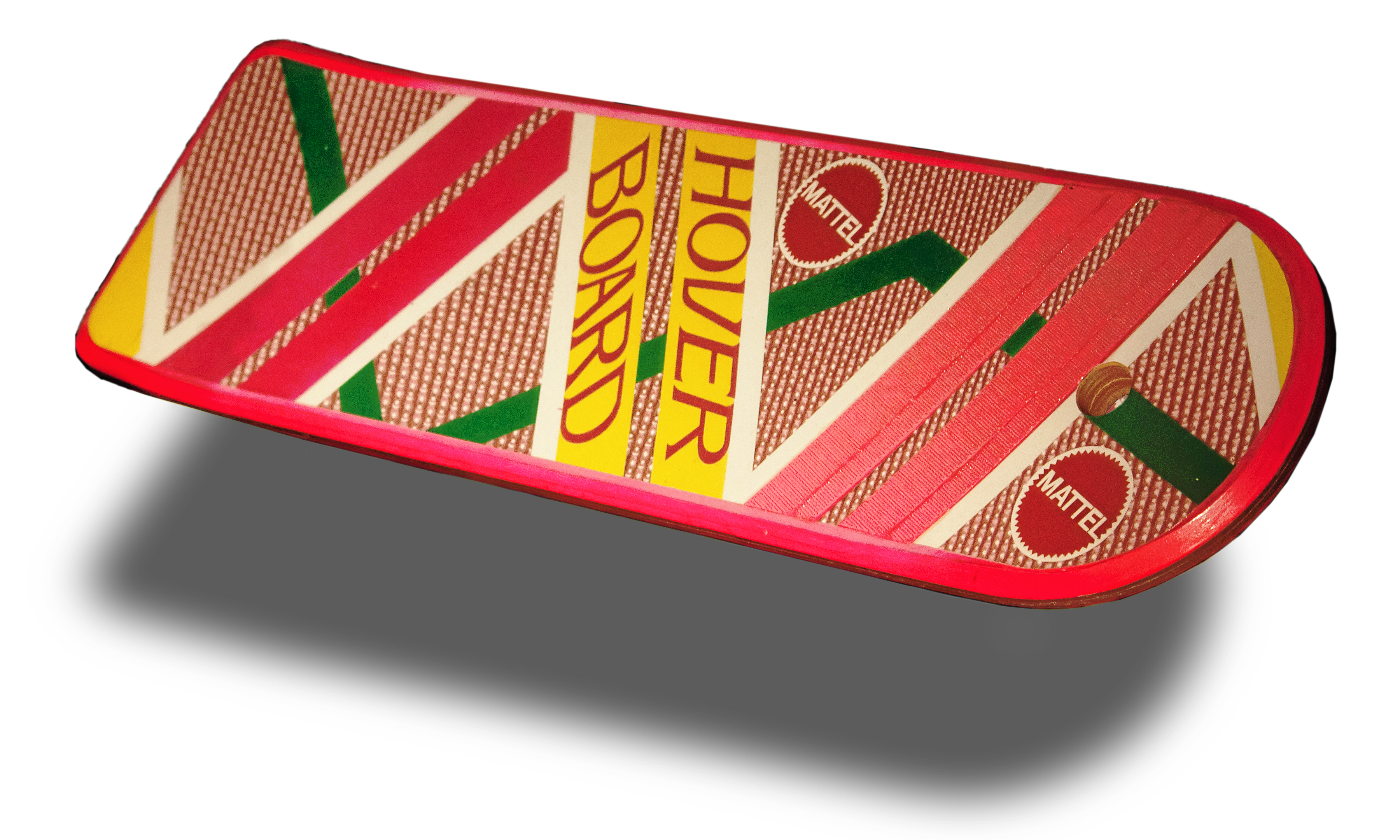
Légdeszka a Vissza a jövőbe II. filmben

A légdeszka több filmben, animációs sorozatban feltűnt.
- Vissza a jövőbe II. és Vissza a jövőbe III.